# Gymnosiphon bekensis
Gymnosiphon bekensis là một loài thực vật có hoa trong họ Burmanniaceae. Loài này được Letouzey mô tả khoa học đầu tiên năm 1967.